# Jacquemontia laxiflora
Jacquemontia laxiflora är en vindeväxtart som beskrevs av O'donell. Jacquemontia laxiflora ingår i släktet Jacquemontia och familjen vindeväxter. Inga underarter finns listade i Catalogue of Life.